# Liste der Gemeinden im Enzkreis

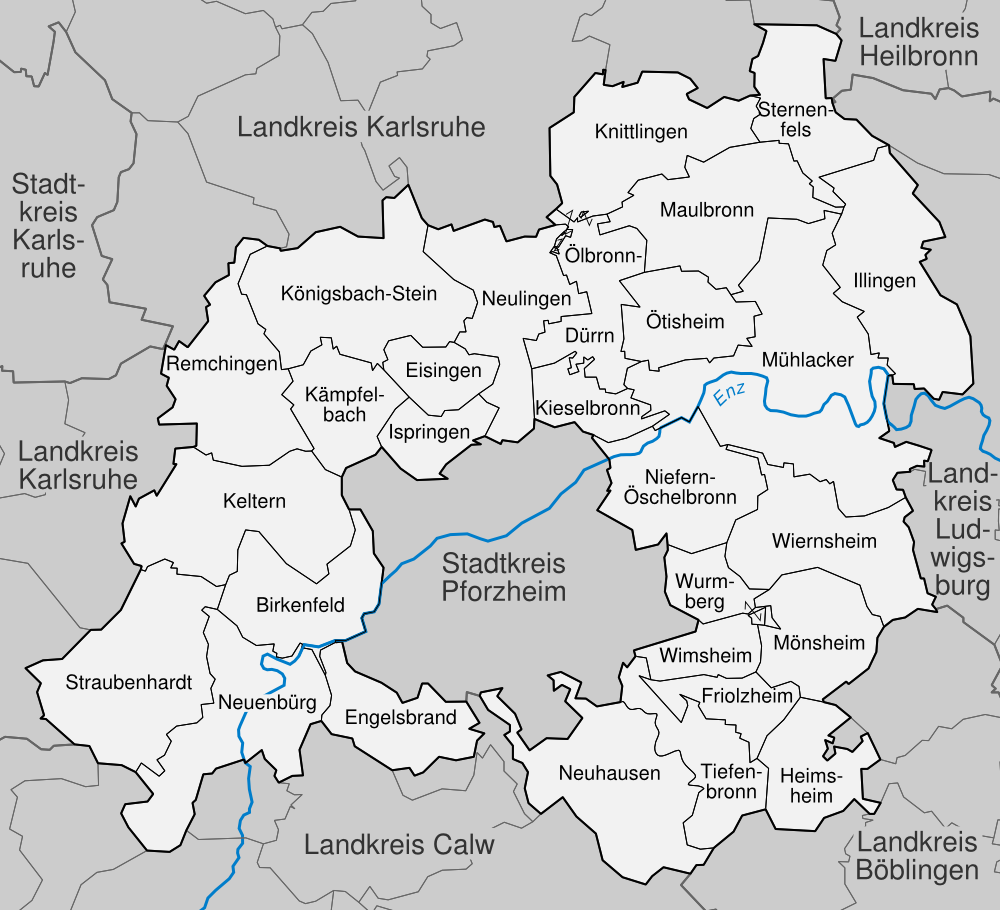
Die Städte und Gemeinden im Enzkreis

Die Liste der Gemeinden im Enzkreis gibt einen Überblick über die untersten Verwaltungseinheiten des Enzkreises. Der Landkreis besteht aus 28 Städten und Gemeinden.

## Gemeinden
| Gemeinde                       | Teilorte                                                                    | VVG / GVB          | Wappen                                  | Karte                                             | Fläche | Einwohner | EW- Dichte | Höhe | Bild                                                              |
| ------------------------------ | --------------------------------------------------------------------------- | ------------------ | --------------------------------------- | ------------------------------------------------- | ------ | --------- | ---------- | ---- | ----------------------------------------------------------------- |
| Enzkreis                       |                                                                             |                    | Wappen des Enzkreises                   | Der Enzkreis                                      | 573,69 | 199,745   | 348        |      | Willkommensschild des Enzkreises                                  |
| Birkenfeld (Gemeinde)          | Birkenfeld Gräfenhausen                                                     |                    | Wappen der Gemeinde Birkenfeld          | Lage der Gemeinde Birkenfeld im Enzkreis          | 19,04  | 10,224    | 537        | 352  | Das historische Rathaus von Birkenfeld                            |
| Eisingen (Gemeinde)            | Eisingen                                                                    | GVB Kämpfelbachtal | Wappen der Gemeinde Eisingen            | Lage der Gemeinde Eisingen im Enzkreis            | 8,03   | 4.648     | 579        | 306  | Die Einsturzdoline „Altes Eisinger Loch“ nordöstlich von Eisingen |
| Engelsbrand (Gemeinde)         | Engelsbrand Grunbach Salmbach                                               | VVG Neuenbürg      | Wappen der Gemeinde Engelsbrand         | Lage der Gemeinde Engelsbrand im Enzkreis         | 15,19  | 4.470     | 294        | 587  |                                                                   |
| Friolzheim (Gemeinde)          | Friolzheim                                                                  | GVB Heckengäu      | Wappen der Gemeinde Friolzheim          | Lage der Gemeinde Friolzheim im Enzkreis          | 8,54   | 4.062     | 476        | 453  | Das Friolzheimer Rathaus                                          |
| Heimsheim (Stadt)              | Heimsheim                                                                   | GVB Heckengäu      | Wappen der Stadt Heimsheim              | Lage der Stadt Heimsheim im Enzkreis              | 14,32  | 5.530     | 386        | 413  | Das Heimsheimer Schleglerschloss                                  |
| Illingen (Gemeinde)            | Illingen Schützingen                                                        |                    | Wappen der Gemeinde Illingen            | Lage der Gemeinde Illingen im Enzkreis            | 29,36  | 7.791     | 265        | 235  | Die Kirchstraße in Illingen                                       |
| Ispringen (Gemeinde)           | Ispringen                                                                   |                    | Wappen der Gemeinde Ispringen           | Lage der Gemeinde Ispringen im Enzkreis           | 8,21   | 5.968     | 727        | 275  | DieKämpfelbachquelle in Ispringen                                 |
| Kämpfelbach (Gemeinde)         | Bilfingen Ersingen                                                          | GVB Kämpfelbachtal | Wappen der Gemeinde Kämpfelbach         | Lage der Gemeinde Kämpfelbach im Enzkreis         | 13,64  | 6.283     | 461        | 284  | Bilfingen auf einer historischen Postkarte                        |
| Keltern (Gemeinde)             | Dietenhausen Dietlingen Ellmendingen Niebelsbach Weiler                     |                    | Wappen der Gemeinde Keltern             | Lage der Gemeinde Keltern im Enzkreis             | 29,83  | 8.693     | 291        | 195  | Die Pankratiuskapelle in Niebelsbach                              |
| Kieselbronn (Gemeinde)         | Kieselbronn                                                                 | GVB Neulingen      | Wappen der Gemeinde Kieselbronn         | Lage der Gemeinde Kieselbronn im Enzkreis         | 8,63   | 2.923     | 339        | 346  |                                                                   |
| Knittlingen (Stadt)            | Knittlingen Freudenstein-Hohenklingen Kleinvillars                          |                    | Wappen der Stadt Knittlingen            | Lage der Stadt Knittlingen im Enzkreis            | 26,33  | 8.188     | 311        | 196  | Das Rathaus in Knittlingen                                        |
| Königsbach-Stein (Gemeinde)    | Königsbach Stein                                                            | GVB Kämpfelbachtal | Wappen der Gemeinde Königsbach-Stein    | Lage der Gemeinde Königsbach-Stein im Enzkreis    | 33,72  | 10,201    | 303        | 177  | Das Rathaus in Stein                                              |
| Maulbronn (Stadt)              | Maulbronn Schmie Zaisersweiher                                              | VVG Maulbronn      | Wappen der Stadt Maulbronn              | Lage der Stadt Maulbronn im Enzkreis              | 25,44  | 6.452     | 254        | 251  | Das Kloster Maulbronn                                             |
| Mönsheim (Gemeinde)            | Mönsheim                                                                    | GVB Heckengäu      | Wappen der Gemeinde Mönsheim            | Lage der Gemeinde Mönsheim im Enzkreis            | 16,78  | 2.924     | 174        | 432  | Das Rathaus von Mönsheim                                          |
| Mühlacker (Stadt)              | Mühlacker Enzberg Großglattbach Lienzingen Lomersheim Mühlhausen an der Enz | VVG Mühlacker      | Wappen der Stadt Mühlacker              | Lage der Stadt Mühlacker im Enzkreis              | 54,32  | 26,787    | 493        | 240  | Dürrmenz mit Burg Löffelstelz mit Mittelwellensender              |
| Neuenbürg (Stadt)              | Neuenbürg Arnbach Dennach Waldrennach                                       | VVG Neuenbürg      | Wappen der Stadt Neuenbürg              | Lage der Stadt Neuenbürg im Enzkreis              | 28,17  | 8.162     | 290        | 323  | Die katholische Heilig-Kreuz-Kirche in Neuenbürg                  |
| Neuhausen (Gemeinde)           | Neuhausen Hamberg Schellbronn Steinegg                                      | GVB Tiefenbronn    | Wappen der Gemeinde Neuhausen           | Lage der Gemeinde Neuhausen im Enzkreis           | 29,76  | 5.095     | 171        | 482  | Die St. Wendelin-Kapelle in Neuhausen                             |
| Neulingen (Gemeinde)           | Bauschlott Göbrichen Nußbaum                                                | GVB Neulingen      | Wappen der Gemeinde Neulingen           | Lage der Gemeinde Neulingen im Enzkreis           | 23,38  | 6.543     | 280        | 323  | Schloss Bauschlott                                                |
| Niefern-Öschelbronn (Gemeinde) | Niefern Öschelbronn                                                         |                    | Wappen der Gemeinde Niefern-Öschelbronn | Lage der Gemeinde Niefern-Öschelbronn im Enzkreis | 22,02  | 12,402    | 563        | 240  | Die Niefernburg mit ihrem achteckigen Treppenturm                 |
| Ölbronn-Dürrn (Gemeinde)       | Dürrn Ölbronn                                                               | GVB Neulingen      | Wappen der Gemeinde Ölbronn-Dürrn       | Lage der Gemeinde Ölbronn-Dürrn im Enzkreis       | 15,64  | 3.483     | 223        | 291  | Fachwerkhäuser in Ölbronn                                         |
| Ötisheim (Gemeinde)            | Erlenbach Corres Schönenberg Haldenhof Reithof                              |                    | Wappen der Gemeinde Ötisheim            | Lage der Gemeinde Ötisheim im Enzkreis            | 14,27  | 4.761     | 334        | 243  | Die Michaelskirch in Ötisheim                                     |
| Remchingen (Gemeinde)          | Nöttingen Singen Wilferdingen Darmsbach                                     |                    | Wappen der Gemeinde Remchingen          | Lage der Gemeinde Remchingen im Enzkreis          | 24,06  | 11,798    | 490        | 231  | Das Kinder- und Jugendheim Sperlingshof bei Wilferdingen          |
| Sternenfels (Gemeinde)         | Sternenfels Diefenbach                                                      | VVG Maulbronn      | Wappen der Gemeinde Sternenfels         | Lage der Gemeinde Sternenfels im Enzkreis         | 17,32  | 2.802     | 162        | 397  | Blick auf den Ortsteil Diefenbach                                 |
| Straubenhardt (Gemeinde)       | Conweiler Feldrennach Langenalb Ottenhausen Pfinzweiler Schwann             |                    | Wappen der Gemeinde Straubenhardt       | Lage der Gemeinde Straubenhardt im Enzkreis       | 33,08  | 11,367    | 344        | 438  | Der „Rechenmacher“ vor dem Schwanner Rathaus                      |
| Tiefenbronn (Gemeinde)         | Tiefenbronn Lehningen Mühlhausen                                            | GVB Tiefenbronn    | Wappen der Gemeinde Tiefenbronn         | Lage der Gemeinde Tiefenbronn im Enzkreis         | 14,79  | 5.315     | 359        | 428  | Tiefenbronn im Jahr 1977                                          |
| Wiernsheim (Gemeinde)          | Wiernsheim Iptingen Pinache Serres                                          | GVB Heckengäu      | Wappen der Gemeinde Wiernsheim          | Lage der Gemeinde Wiernsheim im Enzkreis          | 24,62  | 6.778     | 275        | 366  | Die evangelische Kirche in Iptingen                               |
| Wimsheim (Gemeinde)            | Wimsheim                                                                    | GVB Heckengäu      | Wappen der Gemeinde Wimsheim            | Lage der Gemeinde Wimsheim im Enzkreis            | 8,06   | 2.831     | 351        | 415  | Der „Wimsheimer Spargel“, ein 76 Meter hoher Mobilfunkturm        |
| Wurmberg (Gemeinde)            | Wurmberg                                                                    | GVB Heckengäu      | Wappen der Gemeinde Wurmberg            | Lage der Gemeinde Wurmberg im Enzkreis            | 7,36   | 3.264     | 443        | 450  | Das Wurmberger Rathaus                                            |